# Připoutejte se, letíme nad Atlantidou
Připoutejte se, letíme nad Atlantidou (v originále Unterwegs nach Atlantis) je televizní seriál pro mládež založený na románech  Abenteuer in der Vollmondnacht (Dobrodružství za úplňkové noci, 1977) a Der geheimnisvolle Graf (Tajemný hrabě, 1979) Johanny von Koczian. Vznikl v roce 1981 v koprodukci československé, německé, rakouské a švýcarské televize a poprvé byl odvysílán na ZDF v roce 1982. V Česku nebyl seriál nikdy vysílán, nevyšly zde ani předlohové knihy.

## Děj
Rhon je dvanáctiletý chlapec z roku 3000, je synem vědce, který se podílel na vývoji stroje času. Jeho strýc, Dr. Graf, je Akademií věd obviněn z porušení základního zákona cestování v čase, totiž nepozměňování minulosti. Rhon se proto rozhodne cestovat zpět v čase, aby varoval svého strýce.
Rhon má podezření, že jeho strýc je v Chateau Noir, tajném místě, kde se setkávají cestovatelé časem v 16. století. Tam ho však nenajde, ale najde pouze městskou mapu Berlína z 20. století, na které je vyznačena Fontanestrasse č. 19, a hrací skříňka, která obsahuje i hlasovou zprávu. Rhon je však pronásledován muži z budoucnosti, kteří poškodí jeho stroj. Když se Rhon vydá na cestu do 20. století, všimne si závady v zásobníku energie, který pracuje se rtutí.  Kvůli závadě musí nouzově přistát v roce 1982.
Rhon se objeví na oslavě Markových narozenin, kterému právě bylo dvanáct. Rhon potřebuje rtuť, aby mohl opravit svůj stroj času. Když společně opraví stroj času, vydají se do roku 1791 do Vídně za skladatelem Wolfgangem Amadeem Mozartem, který je sužován tvůrčí krizí.
Ve Vídni náhodou potkají muže, který se podobá Rhonovu strýci Dr. Grafovi. Ukáže se, že jde o šíleného alchymistu Edwarda Kelleyho, kterému je přes 200 let a vlastní elixír života z Atlantidy. Jeho elixír mu však dochází, a proto Kelley plánuje vrátit se do rudolfínského období, aby získal další lahvičku s elixírem života. Ukradne druhý stroj času a zabije Dr. Bernharda, kolegu Dr. Grafa a nutí Marka cestovat do Prahy 16. století, ale dostanou se do 20. století. Zde je Kelley poraněn při autonehodě. Je převezen do nemocnice, ale okamžitě uteče.
Dr. Graf a Rhon, kteří se mezitím vrátili do budoucnosti, navštíví Marka a dozvědí se od něj o smrti Dr. Bernharda a zmizení Kelleyho. Začíná divoká honička časem: Rhon, Mark a Dr. Graf cestují do roku 1610 do Prahy, kde hledají Kelleyho. Jsou tam však zatčeni vojáky a mylně považováni za mágy. Císař Rudolf II. jim vezme ovladač stroje času a přinutí je, aby mu vyrobili zlato. Kelley se ve stejnou dobu objevuje i v Praze spolu s Markovou sestrou Judy. Judy, která dokáže zbavit Rudolfa II. jeho trýznivých bolestí hlavy, je pak královsky vítána na císařském dvoře. Dokonce se jí podaří získat zpět ovladač.
Mezitím Kelley ukradne mapu Atlantidy, ale je pronásledován Markem a Rhonem. Dr. Grafovi, Markovi, Rhonovi a malé Judy se podaří uprchnout z Prahy a pronásledují Kelleyho, jehož poškozený stroj času havaruje v Egyptě za vlády faraona Achnatona. Kelley, nyní oslabený nemocí z ozáření, umírá. Dr. Graf získává mapu Atlantidy. Jejich stroj je ale silně znečištěný pouštní bouří, takže návrat do budoucnosti zpočátku není možný. Cestovatelé časem musí nouzově přistát v období neolitu. Tam se setkají s kmenovou náčelnicí Rhu, která pochází z Atlantidy, která se potopila teprve před třemi lety.
Během svého výzkumu ztracené Atlantidy Dr. Graf narazil na tajemnou postavu alchymisty Kelleyho, který, jak se později ukázalo, vystupoval pod různými jmény v průběhu několika staletí. Objevil se například jako hrabě ze Saint Germain. Dr. Graf se vydal po jeho stopě, protože doufal, že získá informace o Atlantidě. Byl přesvědčen, že Kelley vlastní elixír života, který je pozůstatkem ztracené civilizace Atlantidy.
Dr. Grafovi se podaří opravit stroj času a může se vrátit do své současnosti, aby připravil velkou výpravu za znovuobjevením Atlantidy pro lidstvo. Palubní počítač hlásí blížící se zemětřesení. Cestovatelé časem před odletem varují Rhu a její kmen.

## Obsazení
| Tomáš Holý          | Mark                        |
| Josef Horáček       | Rhon                        |
| Benno Sterzenbach   | Edward Kelley / doktor Graf |
| Lucie Vojtěchová    | Judy                        |
| Chariklia Baxevanos | Markova matka               |
| Harry Wüstenhagen   | Markův otec                 |
| Svatopluk Beneš     | doktor Bernhard             |
| Rudolf Hrušínský    | Rudolf II.                  |
| Karl-Ulrich Meves   | Johannes Kepler             |
| Mahulena Bočanová   | Rhu                         |
| Henning Gissel      | Wolfgang Amadeus Mozart     |
| Eliška Sirová       | Birgit / Alžběta I.         |
| Tomáš Vacek         | Kallinag                    |
| Jan Pohan           | muž z budoucnosti           |
| Petr Skarke         | muž z budoucnosti           |

## Seznam dílů
1. Landung zum Geburtstag
2. Das falsche Haus
3. Die kleine Nachtmusik
4. Der geheimnisvolle Graf
5. Die verschollene Landkarte
6. Die verlorenen Schlüssel
7. Das Prager Konzert
8. Die Gefangenen des Kaisers
9. Der schwarze Spiegel
10. Die Nacht der Zauberer
11. Das sandige Grab
12. Die rätselhaften Götter
13. Landung zum Frühstück

## Zajímavosti
- Během produkce se střídavě mluvilo německy a česky, čeští herci byli následně pro německou televizi předabováni.
- Národní filmový archiv eviduje[1] třináct literárních scénářů z roku 1981 pod názvem Připoutejte se pod námi je Atlantida (1. Chlapec z budoucnosti; 2. Přistání v dvacátém století; 3. Malá noční hudba; 4. Tajemný hrabě; 5. Tajemství Černého zámku; 6. Setkání s královnou; 7. Cesta do Prahy; 8. Nebezpečný host; 9. Černé zrcadlo; 10. Noc kouzelníků; 11. Útěk; 12. Sníh; 13. Návrat).
- Podle webu Filmová místa[2] byl seriál natáčen například na hradech a zámcích Pernštejn, Lednice, Jindřichův Hradec, Křivoklát a dále také v Koněpruských jeskyních, v Poděbradech, Pňovanech a Berlíně. Spolu s Filmovou databází[3] uvádějí následují české názvy dílů: 1. Narozeninové přistání; 2. Ve špatném domě; 3. Malá noční hudba; 4. Plnou parou vpřed; 5. Ztracená mapa; 6. Ztracené klíče; 7. Koncert v Praze; 8. Císařovy vězni; 9. Černé zrcadlo; 10. Noc s kouzelníkem; 11. Písčitý hrob; 12. Tajemní bohové; 13. Přistání na snídani. Není známo o jak oficiální jména jde (také s ohledem na pravopisnou chybou u osmého dílu).
- Seriál je v češtině dostupný jen díky úsilí fanoušků, kteří připravili titulkované verze, podle nichž se díly jmenují: 1. Přistání k narozeninám; 2. Špatný dům; 3. Malá noční hudba; 4. Tajemný hrabě; 5. Ztracená mapa; 6. Ztracené klíče; 7. Pražský koncert; 8. Císařovi vězni; 9. Černé zrcadlo; 10. Noc čarodějů; 11. Písečný hrob; 12. Záhadní bohové; 13. Přistání na snídani.
- Scenárista Ota Hofman výrazně pozměnil předlohu Johanny von Koczian a např. doplnil alchymistu Kelleyho. Také Judy je původně Markova starší sestra.
- Dvě knihy, na kterých byl seriál založen, vyšly v Německu také ve společném vydání Unterwegs nach Atlantis (Na cestě do Atlantidy, 1982). Johanna von Koczian napsala i třetí knihu s Rhonem a Markem nazvanou Flucht von der Insel (Útěk z ostrova, 1981).
- V Německu vyšel seriál na DVD v roce 2007, ale na Blu-ray zatím ne. Soundtrack Karla Svobody není dostupný na žádném nosiči.
- O oficiální uvedení seriálu v Česku usilují syn scenáristy Oty Hofmana a také Tomáš Franke, autor biografické knihy Tomáš Holý – Jak jsem točil filmy (2019).[4][5][6][7][8][9][10]